# Isla Lasqueti
La isla Lasqueti es una de las islas del Golfo septentrionales, se encuentra en el estrecho de Georgia, entre la isla de Vancouver y la costa pacífico de la Columbia Británica, Canadá. En ella reside una pequeña comunidad de 1016 habitantes según el censo de 2001. Un ferry conecta la isla dos veces al día cinco o seis días a la semana con la isla de Vancouver. Es la isla menos desarrollada del archipiélago. Las carreteras están sin pavimentar y la energía eléctrica la recibe a través de paneles solares y por generadores eólicos. Posee un área de 73,56 km². 
- Datos: Q9009604
- Multimedia: Lasqueti Island / Q9009604